# Costumul popular rusesc
Adnotare.
Relevanța problemei alese se datorează faptului că fiecare națiune are propriile tradiții, obiceiuri, construite de-a lungul secolelor și, în consecință, costumele sale naționale originale și unice. Fiecare om trebuie să cunoască istoria națiunii sale. Apartenența la anumite tradiții și obiceiuri vechi îi oferă un sentiment de semnificație în viață.
Scopul lucrării de cercetare este studierea mai detaliată a portului popular tradițional.
Subiectul cercetării mele: costumul național rusesc, hainele novgorodienilor și rușanilor.
Obiect de studiu: istoria costumului și îmbrăcămintei naționale rusești din regiunile Starorussky și Novgorod din secolele XVIII-XX.
Pentru atingerea acestui obiectiv au fost definite următoarele sarcini:
Identificarea surselor pe tema;
Aflarea materialului despre costumele populare tradiționale.
Baza metodologică a lucrării o constituie principiile validității științifice.
Noutatea studiului constă în faptul că s-a încercat să studieze cuprinzător istoria îmbrăcămintei populare rusești și tradițiile sale.
Structura studiului este determinată de obiectivele studiului.
Eficacitatea cercetării hainele populare rusești sunt custodele culturii populare originale, moștenirea poporului nostru, cronica obiceiurilor populare este unul dintre monumentele culturii naționale ruse. Oamenii au păstrat multă vreme preceptele antichității în imaginea artistică a locuinței oamenilor, obiectelor de uz casnic, portului popular.
Reînvierea tradițiilor populare se observă în reînnoirea sărbătorilor calendaristice antice, în elemente de îmbrăcăminte modernă, în interesul pe care oamenii au început să-l manifeste în cultura lor națională.
Deși costumul tradițional este acum doar o parte din bogata istorie a Rusiei, mulți își folosesc detaliile pentru a crea ținute moderne. Stilul etnic este în tendințe acum, așa că fiecare femeie frumoasă ar trebui să acorde atenție unor astfel de haine.
Introducere.
Rusia este locuită de popoare de diferite naționalități: ruși, tătari, mordovieni, udmurți, bașkiri, ciuvași, kalmuci etc. Fiecare națiune își apreciază și își păstrează cu grijă cultura individuală, bogată și, mai ales, portul popular.
Încă din cele mai vechi timpuri în Rusia, toate costumele naționale aveau caracteristici unice în funcție de regiune și națiune și erau împărțite în cele de zi cu zi și festive.
Era posibil să judeci o persoană după hainele sale, de unde provine, cărei națiuni și clase sociale aparținea. Toate costumele naționale, mai ales în decorarea lor, au conținut de mult timp informații simbolice, caracteristice doar unei anumite națiuni, despre obiceiuri, gen, ocupații și diverse evenimente.
Croiala hainelor, ornamentul și detaliile lor, au absorbit trăsătura individuală a tuturor popoarelor ruse - frumusețea și sârguința.
Pentru cercetarea mea, am ales tema: „Haine - un costum popular tradițional”, pentru că fiecare om este obligat să cunoască istoria națiunii sale. Apartenența la anumite tradiții și obiceiuri vechi îi oferă un sentiment de semnificație în viață.
Scopul studiului: studierea materialelor costumului național rusesc pe exemplul hainelor antice din regiunea Novgorod.
Obiectivele cercetării:
Identificarea surselor care conțin informații despre costumul național rusesc;
Aflarea materialului despre portul popular tradițional.
Metode de cercetare:
Cunoașterea istoriei costumului național rus din secolele XVIII-XX;
Căutarea, selecția și studiul literaturii despre istoria costumului național rusesc și a hainelor fetelor și femeilor din regiunea noastră;
Analiza materialelor găsite și generalizarea acestora.
Semnificația practică a studiului:
Pentru studenții din instituțiile de învățământ, la orele de studii sociale și la orele de istorie locală, pe tema „tradiții ruse”.
Ipoteza cercetării:
Hainele populare rusești sunt păstrătoarea culturii populare originale, moștenirea poporului nostru, cronica obiceiurilor populare este unul dintre monumentele culturii naționale ruse.
Parte principală.
1. Caracteristicile costumului național.
Costumele populare ale Rusiei erau diferite, în funcție de locația geografică.
În Rusia, costumul național a avut întotdeauna caracteristici, în funcție de regiune, și a fost împărțit în zilnic și festiv. Prin ținuta națională a fost posibil să înțelegem de unde provine o persoană, cărei clase sociale aparține. Costumul rusesc și decorul său conțineau informații simbolice despre întreaga familie, despre ocupațiile, obiceiurile și evenimentele din familie.
În special pentru femei, ținuta a fost multistratificată. Pe cămașă și-au pus o poneva cu fermoar, deasupra era un „zapon” sau un șorț, apoi un șorț. Toate hainele erau largi.
Toate costumele poporului rus aveau un element obligatoriu comun - o centură. Această piesă de îmbrăcăminte nu a fost folosită doar pentru a decora sau ține haine. Ornamentele de pe curele serveau drept talisman.
Toate hainele, chiar și cele de zi cu zi și cele de lucru, erau brodate. Pentru strămoșii noștri, avea un sens sacru și servea drept protecție împotriva spiritelor rele. Din broderie, se pot învăța multe despre o persoană: statutul său social, vârsta și apartenența la un anumit gen.
Costumele populare rusești erau realizate din țesături strălucitoare și bogat decorate cu împletitură, margele, broderii, paiete sau inserții cu model.
Un element obligatoriu atât al îmbrăcămintei bărbătești, cât și al femeilor a fost o coafură. În unele zone, pentru femeile căsătorite, era multistratificat și cântărea aproximativ 5 kilograme.
Fiecare persoană avea haine de ceremonie speciale, care erau mai bogat decorate și brodate. Au încercat să nu-l spele și să-l pună de mai multe ori pe an.
Cămașa este elementul principal de îmbrăcăminte pentru toți rușii, indiferent de sex, vârstă sau statut social. Diferențele au fost în principal în țesătura din care a fost cusut și în bogăția decorațiunilor (Anexa I ). De exemplu, o cămașă pentru copii era cel mai adesea făcută din haine vechi ale părinților și avea un minim de broderie. În multe zone, copiii sub 12 ani nu purtau altceva decât ea. Toate costumele populare rusești au inclus neapărat această piesă vestimentară în compoziția lor. De regulă, cămășile erau făcute din in sau bumbac, iar cele mai scumpe erau din mătase.
Tivul, manecile si gulerul camasilor au fost decorate cu broderie, impletitura, nasturi, paiete, aplicatii si diverse insertii cu model. Uneori, un ornament dens împodobește toată pieptul cămășii.
Rochie de soare - cele mai comune îmbrăcăminte pentru femei (Anexa II ). La început, rochia de soare arăta ca o rochie fără mâneci purtată peste cap. Mai târziu au devenit mai diverse. Rochiile de soare erau și ele de mai multe tipuri: surde, leagăn, drepte. Au fost cusute nu numai din pânză de casă, ci și din brocart, satin și mătase. Rochiile de soare erau acoperite cu dungi de material colorat, împletitură și panglică de satin. Uneori erau brodate cu broderie sau decorate cu aplicații.
În regiunile de sud ale Rusiei, în loc de rochie de soare, purtau o poneva peste o cămașă (Anexa III ). Aceasta este o fustă din trei straturi de țesătură de lână. Au țesut materialul acasă, alternând fire de lână și cânepă. Acest lucru a creat un model de celule pe țesătură. Ponevurile erau împodobite cu franjuri, ciucuri, paiete, iar cu cât femeia era mai tânără, cu atât fusta ei era mai strălucitoare. O purtau doar femeile căsătorite.
Peste poneva era pus un șorț, care se numea „cortina” sau „zapon” (Anexa IV ). A fost cusut dintr-o bucată dreaptă de material, împăturită în jumătate cu o gaură tăiată de-a lungul pliului pentru cap. Șorțul era frumos decorat cu dungi de material textil sau împletitură cu model.
Îmbrăcămintea exterioară era o haină de blană goală - blană în interior. Mai lejer a fost „ponitok” (Anexa V ) - îmbrăcăminte exterioară din in groasă sau pânză de casă de lână. Hainele de iarnă au fost completate cu mănuși și ciorapi colorați tricotați. Îmbrăcămintea caldă era o jachetă matlasată din brocart sau satin, cu căptușeală vatuită și adesea împodobită cu blană. Pe lângă haine de blană, purtau „ponitok” – haine calde din pânză.
O altă trăsătură distinctivă a costumului popular rusesc a fost varietatea de copaci (Anexa VII ). Cofa a completat întregul ansamblu, făcându-l întreg.
În Rusia, pălăriile pentru fetele necăsătorite și pentru femeile căsătorite erau diferite. Coșurile fetelor lăsau o parte din păr deschisă și erau destul de simple. Acestea erau panglici, bandaje, cercuri, coroane ajurate, eșarfe împăturite într-un mănunchi.
Și femeile căsătorite trebuiau să-și acopere părul complet sub o coafură. Kika era o coafură elegantă pentru femei a femeilor căsătorite. Conform vechiului obicei rusesc, peste kiki era pusă o eșarfă (ubrus) (Anexa VI ).
2. Îmbrăcămintea Novgorodienilor și Rushanilor din secolele XVIII - XX .
În regiunea Novgorod, a predominat un complex de haine cu rochie de soare și fustă andarak.
Complexul de haine cu rochie de soare - numele nu este rusesc, ci persan și înseamnă „îmbrăcat din cap până în picioare”, a constat dintr-o cămașă, o rochie de soare, un dushegrey, o coafură pe o bază dură, cum ar fi un kokoshnik, pantofi de piele .
Complexul de haine cu o fustă andarak includea o cămașă, o fustă în dungi de lână, un corset, o curea largă și o cofă de tip kokoshnik.
Cel mai obișnuit tip de coafură festivă Novgorod este „kokoshnik” (o șapcă groasă). A fost purtat cu o rochie de soare. Kokoshniki secolele XVIII-XX. abil brodat cu perle de apă dulce, împodobit cu perle țesute și fund de sidef, broderie auriu-argintie, folie colorată, strasuri fațetate.
Pălăriile erau păstrate în familii, transmise din generație în generație și erau o parte indispensabilă a zestrei unei mirese bogate.
Îmbrăcămintea exterioară, purtată la ieșiri iarna, primăvara și toamna, era aceeași atât pentru bărbați, cât și pentru femei, doar că mai mult sau mai puține bijuterii le distingeau.
În toată Rusia și aici, în regiunea Novgorod, bărbații și femeile purtau haine de blană și paltoane din piele de oaie cu blană în interior, acoperite cu pânză sau goale iarna. Primăvara și toamna - caftane de pânză, zipunuri, ponyovkas. Mergând într-o călătorie lungă, peste tot se îmbrăca iarna peste o haină de blană, iar primăvara - toamna vreme rea - o haină armeană.
Se distingeau clar hainele copiilor, adulților, bătrânilor, băieților și fetelor singure, căsătoriți și căsătoriți, văduvelor, soldaților, bătrânilor etc.
Copiii de până la cinci sau șapte ani erau de obicei îmbrăcați în același mod. Băieții și fetele purtau cămăși făcute din zdrențe ale părinților sau purtau hainele fraților și surorilor mai mari.
Cămașa a fost completată de o curea. Abia în adolescență copilul avea haine care indicau podeaua. Pentru băieți, cămașa a fost completată de pantaloni. Fetele au avut ocazia să poarte bijuterii ieftine: au fost folosite și cercei, margele înșirate din fructe de pădure uscate, semințe de fructe și panglici multicolore.
În zilele lucrătoare, vestimentația principală a unei adolescente era o cămașă cu brâu. În sărbători, ea a fost completată cu o rochie de soare sau o fustă. Copiii și adolescenții nu aveau îmbrăcăminte exterioară - purtau haine pentru adulți la nevoie.
Costumul fetelor și băieților de vârstă căsătoribilă era mai complicat decât cel al copiilor. Constă dintr-un număr mare de lucruri cusute neapărat din noi, iar pentru sărbători - din țesătură scumpă de fabrică (Anexa IX ).
Costumul fetelor din provincia Novgorod, unde era răspândit un complex de haine cu rochie de soare, consta dintr-o cămașă, rochie de soare, gri dushegrey, de obicei pantofi din piele. Pantofii de bast au servit drept pantofi atât de sărbători, cât și în zilele lucrătoare.
Costumul fetei se deosebea de costumul femeilor din alte grupe de vârstă printr-o toală. Fetele trebuiau să aibă o cofră care să-și deschidă părul de sus, ceea ce făcea posibil să se vadă împletitura coborând pe spate.
Costumul băieților era format dintr-o cămașă, chiloți, pantaloni, o curea, o pălărie, iar în unele zone o vestă sau sacou. Băieții și fetele au avut întotdeauna îmbrăcăminte exterioară special croită pentru ei pentru iarnă, primăvară și toamnă.
Costumul pentru tineret a fost caracterizat de o mulțime de decorațiuni. Fetele și-au pus cercei, mărgele, coliere, lanțuri, inele, brățări; băieți - lanțuri, pandantive, inele, batiste. Costumul a fost completat de articole de toaletă la modă precum mănuși, umbrele, oglinzi - pentru fete, brelocuri, ceasuri, baston - pentru băieți.
Costum pentru adulți, adică bărbați și femei căsătoriți, diferă de costumul băieților și fetelor. Femeile căsătorite purtau coifuri care le acopereau complet părul, care erau împletite în două împletituri sau legate într-un nod. Hainele bărbaților și femeilor erau mai puțin decorate decât hainele tinerilor necăsătoriți.
Hainele bătrânilor și bătrânilor se apropiau în tipul lor de cele ale copiilor. A fost purtat fără nicio decorație și a fost cusut din țesături albe sau de culoare închisă. Bătrânii nu trebuiau să aibă costum de sărbătoare.
Văduvele, văduvii, soldații, ca și bătrânii, purtau haine de doliu albe și negre, fără decorațiuni. Slujnicele bătrâne nu aveau voie să poarte hainele femeilor căsătorite. Au împletit o împletitură ca fetele, și-au acoperit capul cu o eșarfă. Li s-a interzis să poarte un kokoshnik, o magpie, să poarte o pelerină. Puteau să meargă doar într-o cămașă albă, o rochie de soare închisă la culoare și o bavetă.
Concluzie
După ce a studiat și analizat lucrările autorilor: Andreeva A. Yu. „Costumul popular rusesc”, Kalashnikova N.M. „Costumul popular”, Efimova L. V. „Costumul popular rusesc”, Vasilyeva M. I., Vasilyeva S. L. „Costumul tradițional Novgorod” și alții, am făcut următoarele concluzii:
Autorii acestor lucrări dezvăluie bine acest subiect, extinzându-ne viziunea asupra costumului tradițional rusesc. Fiecare dintre ele își descrie caracteristicile în felul său. În general, se obține o imagine mai completă. Tema costumului tradițional rusesc este cel mai larg acoperită de A. Yu. Andreeva și L. V. Efimova. Un interes deosebit este cartea lui S. L. Vasilyeva, în care autorul oferă o descriere detaliată a costumului tradițional din Novgorod.
Materiale unice și informative pe această temă sunt prezentate de N. I. Lebedeva și S. G. Maslova în lucrarea lor „Haine țărănești rusești din secolele XIX - începutul XX ”.
Potrivit celor mai mulți cercetători ai istoriei ruse și a tradițiilor sale, a fost posibil să se înțeleagă din hainele naționale de unde provine o persoană, din ce clasă socială aparține. Costumul rusesc și decorul său conțineau informații simbolice despre întreaga familie, despre ocupațiile, obiceiurile și evenimentele din familie. Poporul nostru a fost mult timp considerat un popor agricol, iar acest lucru, desigur, a influențat trăsăturile costumului național: ornamentul, croiala, detaliile acestuia.
Principala diferență între costumul național a fost stratificarea, bogăția decorului și o silueta simplă, dreaptă sau ușor evazată. Talia nu a fost accentuată. Culorile erau în mare parte luminoase și vesele.
Îmbrăcămintea în viața unei persoane joacă, dacă nu principalul, atunci, fără îndoială, unul dintre rolurile cheie. Hainele fac parte din poveste. Când ne uităm la un film istoric, putem determina cu ușurință ora și locul a ceea ce se întâmplă cu hainele. Costumul ne spune multe despre viața oamenilor, obiceiurile și tradițiile lor.
Din cele mai vechi timpuri, îmbrăcămintea a însemnat mult pentru o persoană. Ea putea spune unde s-a născut, ce vârstă și ce clasă are, ce face. Vremurile s-au schimbat, hainele s-au schimbat. Costumele s-au remarcat prin mare invenție și ingeniozitate. Pene, fundițe, gulere din dantelă, fuste pufoase, kokoshniks... Hainele elegante subliniau demnitatea unei persoane, frumusețea sa.
În costumul popular rusesc, a existat o împărțire clară în ținute de zi cu zi și festive.
Costumul de zi cu zi era cât se poate de simplu, era format din cele mai necesare elemente. Pentru comparație, un costum feminin festiv al unei femei căsătorite ar putea include aproximativ 20 de articole, iar zilnic doar 7. Hainele casual erau de obicei cusute din țesături mai ieftine decât cele festive.
O altă trăsătură distinctivă a costumului popular rusesc a fost varietatea de coafuri. Cofa a completat întregul ansamblu, făcându-l întreg.
Hainele populare rusești sunt păstrătoarea culturii populare originale, moștenirea poporului nostru, cronica obiceiurilor populare este unul dintre monumentele culturii naționale ruse. Multă vreme oamenii au păstrat legămintele antichității în imaginea artistică a locuinței oamenilor, obiectelor de uz casnic, portului popular. Ar trebui să uităm asta?
Costumul tradițional este acum doar o parte din bogata istorie a Rusiei, mulți folosesc detaliile sale pentru a crea ținute moderne. Stilul etnic este acum în tendință, așa că fiecare femeie frumoasă ar trebui să acorde atenție unor astfel de haine.
Concluzii.
Frumusețea creată de oameni nu a murit. Ea a primit o viață nouă. Tot ceea ce au creat strămoșii noștri, care a fost o adevărată operă de artă, a devenit proprietatea muzeelor, accesibilă tuturor. Admirând rochiile de damă brodate cu perle rusești în muzee, experimentăm involuntar un sentiment de admirație pentru priceperea artistică a meșterilor fără nume care au creat toate acestea, înțelegerea lor subtilă a materialului, culorii și darul lor compozițional.
Meșterii populari, artiștii profesioniști și creatorii de modă apelează și ei la exemple frumoase de costume populare ale generațiilor anterioare. Pe baza tradițiilor bogate ale costumului și broderii rusești, se dezvoltă meșteșugurile de artă modernă. Elementele costumului rusesc sunt prezente în moda modernă.
Consider că am adus o contribuție semnificativă la studiul acestui subiect.
Am studiat în detaliu:
„Trăsăturile costumului național”
„Haine ale novgorodienilor și rushanilor din secolele XVIII-XX”.
Astfel, se confirmă ipoteza cercetării mele că hainele populare rusești sunt custodele culturii populare originare, moștenirea poporului nostru, cronica obiceiurilor populare este unul dintre monumentele culturii naționale ruse.
Lucrarea mea de cercetare îi va ajuta pe studenții organizațiilor educaționale în studierea temei „Haine - un costum popular tradițional”.